# Erythrus fortunei
Erythrus fortunei là một loài bọ cánh cứng trong họ Cerambycidae.